# Lucy Boynton
Lucy Boynton (Nova York, 17 de janeiro de 1994) é uma atriz britânico-americana. É conhecida especialmente pela atuação como Raphina em Sing Street (2016), Condessa Helena Andrenyi em Murder on the Orient Express (2017) e Mary Austin em  Bohemian Rhapsody (2018).

## Biografia
Boynton nasceu nos Estados Unidos, porém cresceu e passou a maior parte de sua vida na Inglaterra. Seus pais, Graham Boynton e Adriaane Pielou, são escritores. Também possui uma irmã mais velha chamada Emma Louise. Lucy desde muito jovem se interessou pela atuação. Fez sua estreia em 2006 no filme Miss Potter interpretando a jovem Beatrix Potter e posteriormente ganhou maior destaque ao atuar com Emma Watson em Ballet Shoes, filme da BBC.

## Vida pessoal
Boynton teve um relacionamento com Rami Malek, sua co-estrela de Bohemian Rhapsody, de 2017 a 2023. O relacionamento do casal terminou quando Malek a trocou pela personalidade britânica Emma Corrin.

## Filmografia

### Filmes
| Ano  | Título                       | Papel                    | Notas |
| ---- | ---------------------------- | ------------------------ | ----- |
| 2006 | Miss Potter                  | Beatrix Potter           |       |
| 2007 | Ballet Shoes                 | Posy Fossil              |       |
| 2008 | Sense and Sensibility        | Margaret Dashwood        |       |
| 2016 | Sing Street                  | Raphina                  |       |
| 2017 | Rebel in the Rye             | Claire Douglas           |       |
| 2017 | Let Me Go                    | Emily                    |       |
| 2017 | The Blackcoat's Daughter     | Rose                     |       |
| 2017 | Murder on the Orient Express | Condessa Helena Andrenyi |       |
| 2018 | Apostle                      | Andrea Howe              |       |
| 2018 | Bohemian Rhapsody            | Mary Austin              |       |
| 2021 | Locked Down                  | Charlotte                |       |
| 2021 | Glimpse                      | Rice                     |       |
| 2022 | The Pale Blue Eye            |                          |       |
| 2022 | Chevalier                    | Maria Antonieta          |       |
| TBA  | The Greatest Hits            |                          |       |

### Televisão
| Ano        | Título                     | Papel                          | Notas                                     |
| ---------- | -------------------------- | ------------------------------ | ----------------------------------------- |
| 2007       | Ballet Shoes               | Posy Fossil                    | Filme Televisivo                          |
| 2008       | Sense & Sensibility        | Margaret Dashwood              | Minissérie                                |
| 2010       | Mo                         | Henrietta Norton               | Filme televisivo                          |
| 2011       | Lewis                      | Zoe Suskin                     | Episódio: "The Gift of Promise"           |
| 2011, 2014 | Borgia                     | Sister Lucia                   | Episódios: "God's Monster", "1497"        |
| 2014       | Endeavour                  | Petra Briers                   | Episódio: "Nocturne"                      |
| 2014       | Law & Order: UK            | Georgia Hutton                 | Episódio: "Bad Romance"                   |
| 2015       | Life in Squares            | Angelica Bell                  | Minissérie                                |
| 2017       | Gypsy                      | Allison Adams                  | Elenco Principal                          |
| 2019–2020  | The Politician             | Astrid Sloan                   | Elenco Principal                          |
| 2021       | Modern Love                | Paula                          | Episódio: "Strangers on a (Dublin) Train" |
| 2022       | The Ipcress File           | Jean                           | Papel principal                           |
| 2022       | Why Didn't They Ask Evans? | Lady Frances "Frankie" Derwent | Papel principal                           |